# Río Magdalena (Cantabria)
El río Magdalena o río Luena es un curso fluvial de la vertiente norte de la cordillera Cantábrica (en Cantabria, España) perteneciente a la cuenca hidrográfica del Pas y a la subcuenca hidrográfica del Magdalena, que tiene 83,7 km². 

## Curso
Nace cerca del puerto del Escudo, en el puerto de La Magdalena, y tiene una longitud de 15,809 kilómetros, con una pendiente media de 3,8º. Muy pronto atraviesa el término de Luena, para desembocar después en el río Pas allí donde este forma mayores meandros, en una llanura de inundación más abierta cubierta de bosques y arbustos cercana a Entrambasmestas. Es el mayor afluente del Pas.
Su paso forma la garganta Hoz del Río Magdalena. A su cabecera destaca un hayedo muy bien conservado. En veranos secos el cauce es vadeable.

## Historia
Este río alimentó la única ferrería existente en el valle de Luena desde 1592 a 1784, situada en el paraje de Sel de Alcedo, en Entrambasmestas. Además de servir para su funcionamiento, las periódicas crecidas del río también causaron problemas en la ferrería, que para 1792 ya estaba arruinada.